# Рудно благо Србије
О рударству у Србији из периода раног средњег века се не зна пуно због небриге о историјској баштини. Пример тога је рудник у околини Кратова који је радио 700 година. О њему скоро па нема писаних података, изузев краћег описа који је дао Ами Буе крајем 19. века; немамо податке о рудницима гвожђа у Глухој Васи који је радио више стотина година, а о руднику Железнику, данашњи Мајданпек који је радио цео историјски период све до доласка Аустријанаца (1718-1738) се не зна готово ништа. Ништа боља ситуација није ни са познавањем осталих наших рудника из периода средњег века, а и касније турског периода; Брисову, рудницима на планинама Руднику, Авали, Космају, Копаонику, источној Србији, Подрињу, Новом Брду, за које има мало информација због малог броја средњовековних писаних података.
Једини познатији писани подаци о рудницима су настали за време окупације Аустријанаца (18. век. То су били рудници које су отворили и које су експлоатисали Аустријанаци на Руднику, Авали, Космају, Мајданпек, Подрињу, што је и био разлог да су устаници на овим рудиштима обновили руднике и започели производњу метала. Пропашћу Првог српског устанка, Турци су уништили и попалили све руднике, а становништво је побијено. То је представљало пропаст рударства. Након пропасти устанка се због тога јако мало зна о рудницима и рударству па је у време обнове српске државе за време Кнеза Милоша Обреновић свака информација о некадашњим рудницима била веома драгоцена. Нажалост сви путници и путописци до тридесетих година 19. века су већ посетили и обишли европски део турске и самим тим су мало допринели да се о рудном благу Србије нешто детаљније сазна, зато што су ти извештаји били штури и уопштени. Између многих путописаца који су посетили европску Турску, једини путописи који су дали нешто више о рудном Благу србије су били од А. Вејнгартнера, који су штампани 1820 године под именом Über Serbien. Ово дело је убрзо (1822) преведено на српски језик. Најбољи опис рудника у Источној Србији након пропасти устанка дао је аустријски капетан Ото Пирх после посете у Мајданпеку 1829. године.

## Опоравак рударства у Србији за време кнеза Милоша Обреновића
Године 1834., кнез Милош Обреновић је позвао барона Хердера, који је био утицајна личност у европском рударству у том периоду. Долазак је био договорен за 1855. годину, али пошто Милош није податке за планирање Хердеровог доласка, он се одлучио да преко Совјета обавеже све начелнике округа да сазнају где су некада постојали и радили рудници и где има појава руда и сланих извора, да би му их одмах током посете показао. Распис Совјета је побудио и заинтересовао грађане у Србији што је убрзало процес. Грађани су на адресу Совјета слали описе и узорке руда. Судбина тих руда и узорака није позната јер оснивање прве минералолошко-петрографске збирке је везано за долазак Хердера.

## Долазак барона Хердера
Хердер је стигао у Београд 6. августа 1835. године у пратњи помоћника Целера и регистратора (хемичара) Лешнера, одакле је кренуо у пратњи српских чиновника за Крагујевац, где га је примио Милошев брат Јеврем Обреновић због одсуства Милоша. Хердер је своја опажања писао на тереу и изложио у осам независних извештаја подељених по етапама свог путовања. Након повратка у Крагујевац, Хердер је своје извештаје предао Јеврему, који је мењао Милоша због његовог одсуства. Хердерови рукописи су преведени тек 1845. године и штамшани под насловом „Барона Ж.А.В. Хердера рударски пут по Сербиии”. Хердерово путовање је био јако значајан догађај зато што се сазнало по Европи да мала земља као што је Србија има пуно рудног блага. Хердерово упознавање терена има велики геолошки и рударски значај.

## Откривени локалитети руда у Србији
- Локалитети руде магнетитног гвожђа: Топола, Венчац, Трешњевица.
- Локалитети руде хромног гвожђа: Трешњевица, Влакча, Планиница
- Локалитети руде оловних руда помешаних са сребром: Страгари, Бабе
- Локалитети руде угља: Орашац, Смедерево, Дервенети, Јагодински округ.
- Локалитети руде азбеста: Бушници
- Локалитети руде лигнита: Трнава
- Локалитети руде гипса: Између села Вишњице и Грошнице
- Локалитети руде антимона: Космајник, Бритица